# Nghệ nhân
Nghệ nhân là người chuyên làm nghề nghệ thuật biểu diễn hoặc một nghề thủ công mĩ nghệ, với trình độ cao. 